# Награда Фонда польской науки
Награда Фонда польской науки (пол. Nagroda Fundacji na rzecz Nauki Polskiej) — самая престижная награда Польши в сфере науки. Часто именуется «польским Нобелем». Награда присуждается с 1992 года польской неправительственной некоммерческой организацией Фонд польской науки (пол. Fundacja na rzecz Nauki Polskiej). Она выдаётся польским учёным за открытия и другие достижения, внёсшим существенный вклад в культуру и цивилизационное развитие Польши и обеспечившие ей место в мировой науке. Каждый лауреат награды получает денежную премию в размере 200 тыс. злотых.
Премия вручается в четырёх категориях: биологические науки, химические науки, физические науки и гуманитарные науки.

## Лауреаты

### Науки о жизни
За достижения в области биологических и медицинских наук:
| Год  | Лауреат                 | Учреждение                                                  | Обоснование |
| ---- | ----------------------- | ----------------------------------------------------------- | --- |
| 1992 | Ева Камлер (поль.)      | Польское гидробиологическое общество                        | за работу «Ранняя история рыб» (англ. Early Life History of Fish: An Energetics Approach) |
| 1993 | Веслав Енджейчак        | Варшавский медицинский университет                          | за серию исследований молекулярных и клеточных механизмов, участвующих в генерации кровяных клеток |
| 1994 | Кшиштоф Сельмай (поль.) | Медицинская академия Лодзи (поль.)                          | за изучение новых иммунологических механизмов при аутоиммунных заболеваниях нервной системы, в частности, при рассеянном склерозе                                                                             |
| 1995 | Станислав Контурек      | Ягеллонский университет                                     | за изучение роли локальной циркуляции крови в слизистой оболочке желудка и двенадцатиперстной кишки в цитозащитной функции слизистой                                                                          |
| 1996 | Александр Кой           | Ягеллонский университет                                     | за серию статей, касающихся регулирования острой фазы синтеза белков |
| 1997 | Рышард Григлевский      | Ягеллонский университет                                     | за проведение ряда исследований по регулированию тромборезистентности |
| 1998 | Анджей Щеклик           | Ягеллонский университет                                     | за обнаружение антитромботических свойств аспирина и исследований патогенеза и лечения аспирин-индуцированной бронхиальной астмы                                                                              |
| 1999 | Мацей Жилич             | Гданьский университет, Гданьская медицинская академия       | за исследование регуляторных белков, которые являются частью системы защиты клеток от нежелательных изменений внешней среды                                                                                   |
| 2000 | Лешек Качмарек          | Польская академия наук                                      | за его работу над влиянием стимулов на экспрессию генов в выбранных структурах головного мозга млекопитающих                                                                                                  |
| 2001 | Збигнев Мацей Гливич    | Варшавский университет                                      | за выявление роли хищников в формировании популяции, образа жизни и поведения животных |
| 2002 | Мариуш Яскольский       | Университет Адама Мицкевича                                 | за объяснение механизмов, ведущих к образованию амилоидных агрегатов человеческого белка (цистатина С): важный фактор различных расстройств мозга и заболеваний у людей                                       |
| 2003 | Роман Калижан           | Гданьская медицинская академия                              | за применение математического моделирования и хроматографии в определении корреляции между химическим строением лекарственных средств и их фармакологическими свойствами                                      |
| 2004 | Януш Лимон              | Кафедра биологии и генетики, Гданьская медицинская академия | за выдающийся вклад в развитие цитогенетических методов, используемых в диагностике злокачественных опухолей                                                                                                  |
| 2005 | Зофья Келан-Яворовская  | Институт палеобиологии, Польская академия наук              | за исследование эволюции английских млекопитающих в фундаментальной работе «Млекопитающие эпохи динозавров» (2004)                                                                                            |
| 2006 | Мариуш Ратайчак         | Поморский медицинский университет; Университет Луисвилля    | за обнаружение клеток, функционально напоминающих эмбриональные стволовые клетки в костном мозге и крови |
| 2007 | Влодзимеж Кшижосяк      | Институт биоорганической химии, Польская академия наук      | за обнаружение механизма выборочного затухания генетической информации, которая может привести к нейродегенеративным заболеваниям                                                                             |
| 2008 | Яцек Олексин            | Институт дендрологии, Польская академия наук                | за вклад в открытие универсальных, биогеографических корреляций между характеристиками растений, которые являются основополагающими для понимания экологических процессов в глобальном масштабе               |
| 2009 | Анджей Колинский        | Варшавский университет                                      | за разработку и практическое применение уникальных методов прогнозирования строения белков |
| 2010 | Томаш Гузик             | Ягеллонский университет                                     | за обнаружение важности иммунной системы в патогенезе гипертензии |
| 2011 | Ян Потемпа              | Ягеллонский университет; Университет Луисвилля              | за открытие новой семьи бактериальных протеаз и демонстрацию их роли в развитии пародонтита |
| 2012 | Кшиштоф Палчевский      | Западный резервный университет Кейса                        | за описание кристаллической структуры белка родопсина и объяснения молекулярного механизма его участия в визуальном процессе                                                                                  |
| 2013 | Анджей Тарковский       | Варшавский университет                                      | за открытия, которые объясняют фундаментальные механизмы, отвечающие за раннее развитие эмбриона млекопитающих                                                                                                |
| 2014 | Томаш Гослар            | Университет имени Адама Мицкевича в Познани                 | за его вклад в определение хронологии изменений концентрации изотопов углерода C14 в атмосфере в течение последнего ледникового периода, имеющее ключевое значение для современных климатических исследований |
| 2015 | Приз не вручался        | Приз не вручался                                            | Приз не вручался |
| 2016 | Ян Козловский           | Институт наук об окружающей среде, Ягеллонский университет  | за формулирование и экспериментальную проверку теории, объясняющей разнообразие жизненных стратегий организмов в результате оптимального распределения ресурсов                                               |
| 2017 | Пётр Тржонковский       | Гданьский медицинский университет                           | за изучение регуляторных Т-клеток и их новаторского использования в клеточной терапии заболеваний человека |
| 2018 | Анджей Дзембовски       | Институт биохимии и биофизики Польской академии наук        | за объяснение функции ключевых ферментов, участвующих в деградации РНК, дисфункция которых приводит к патологическим состояниям                                                                               |

### Химические науки
За исследования в области химии, материаловедения и технологий:
| Год  | Лауреат             | Учреждение                                                                         | Обоснование |
| ---- | ------------------- | ---------------------------------------------------------------------------------- | --- |
| 1993 | Казимеж Собчик      | Польская академия наук                                                             | за исследование стохастической динамики строительных систем и материалов |
| 1995 | Максимилиан Плюта   | Институт прикладной оптики в г. Варшава                                            | за новаторские идеи, связанные с фазово-контрастной микроскопией и интерференционной поляризационной микроинтерферометрией, которая применяется при создании оптических инструментов |
| 1997 | Антоний Рогальский  | Военно-техническая академия имени Ярослава Домбровского в Варшаве                  | за работу с детекторами инфракрасного излучения с использованием тройных полупроводниковых соединений                                                                                |
| 1998 | Лешек Стох          | Горно-металлургическая академия имени Станислава Сташица                           | за объяснение явления многоэтапной кристаллизации стекловидных материалов и разработки метода изготовления новых форм стекла для про-экологических применений                        |
| 1999 | Здзислав Ковальчук  | Гданьский политехнический университет                                              | за исследования в области автоматизации, касающиеся проектирования систем непрерывного контроля времени                                                                              |
| 2000 | Ян Венгляж          | Познанский технический университет                                                 | за разработку различных методов проектирования ІТ-систем для управления производством и контроля, с помощью дискретного непрерывного планирования                                    |
| 2001 | Михал Клейбер       | Польская академия наук                                                             | за описание новых вычислительных методов анализа и оптимизации в нелинейной термомеханике деформированных тел                                                                        |
| 2002 | Адам Пронь          | Варшавский политехнический университет                                             | за вклад в исследование электроактивных полимеров |
| 2004 | Кшиштоф Матяшевский | Университет Карнеги-Меллона                                                        | за разработку новых методов контролируемой радикальной полимеризации и их применение в промышленности                                                                                |
| 2005 | Роман Словинский    | Познанский технический университет                                                 | за разработку методологии автоматизированного принятия решений на основе неполных данных                                                                                             |
| 2006 | Леон Градонь        | Варшавский политехнический университет                                             | за разработку теории транспортных процессов в газах и жидкостях аэрозоля и микрочастиц и их применение в техническом и медицинском оборудовании                                      |
| 2007 | Анджей Новицкий     | Польская академия наук                                                             | за разработку теоретических основ и производственную реализацию ультразвукового сканера с цветным изображением кровотока                                                             |
| 2008 | Анджей Яйчик        | Горно-металлургическая академия имени Станислава Сташица                           | за исследование теории высокоскоростных телекоммуникационных сетевых узлов как основы для построения следующего поколения Интернета                                                  |
| 2009 | Богдан Марцинец     | Университет Адама Мицкевича                                                        | за обнаружение новых реакций и новых катализаторов процессов, ведущих к синтезу кремнийорганических материалов для промышленных применений                                           |
| 2011 | Эльжбета Франковяк  | Познанский технический университет                                                 | за исследование новых материалов, углеродных композитов и их использование для электрохимического накопления и преобразования энергии                                                |
| 2012 | Мечислав Манкоза    | Польская академия наук                                                             | за разработку и внедрение в канон органической химии новой реакции — заменитель нуклеофильного замещения                                                                             |
| 2013 | Сильвестр Поровский | Институт физики высоких давлений, Польская академия наук                           | за разработку метода высокого давления для производства монокристаллов нитрида галлия                                                                                                |
| 2014 | Кароль Грела        | Институт органической химии, Польская академия наук; Варшавский университет        | за разработку новых катализаторов для реакций метатезиса олефинов и их применение в промышленной практике                                                                            |
| 2015 | Станислав Пенчек    | Центр молекулярных и высокомолекулярных исследований, Польская академия наук       | за разработку теории полимеризации раскрытия кольца и её использования для синтеза биоразлагаемых полимеров                                                                          |
| 2016 | Марек Самоч         | Химический факультет, Вроцлавский технический университет                          | за исследование наноструктурных материалов для нелинейной оптики |
| 2017 | Даниэль Грико       | Институт органической химии, Польская академия наук                                | за разработку оригинального метода синтеза и описание порфириноидов |
| 2018 | Анджей Галенски     | Центр молекулярных и макромолекулярных исследований Польской академии наук в Лодзи | за разработку нового механизма пластической деформации полимеров |

### Точные науки
За достижения в математике, физике и технических науках:
| Год  | Лауреат                   | Учреждение                                                          | Обоснование |
| ---- | ------------------------- | ------------------------------------------------------------------- | --- |
| 1992 | Александр Вольщан         | Университет штата Пенсильвания                                      | за обнаружение первой экзопланетной системы |
| 1993 | Станислав Воронович       | Варшавский университет                                              | за изучение квантовых групп и их связей с C*-алгебра |
| 1994 | Збигнев Грабовский        | Польская академия наук                                              | за разработку новых методов генерации молекул в состояниях со значительным электронным зарядом                                                                         |
| 1995 | Адам Собичевский          | Институт ядерных исследований Анджея Солтана                        | за исследования, предусматривающие существование неожиданно устойчивых ядер тяжелых элементов, подтвержденных в лабораторных тестах, проведенных в 1993 году           |
| 1996 | Богдан Пачинский          | Принстонский университет                                            | за разработку нового метода выявления космических объектов и установления их массы с помощью эффекта гравитационного линзирования                                      |
| 1997 | Томаш Лучак               | Университет имени Адама Мицкевича в Познани                         | за работу над теорией случайных дискретных структур |
| 1998 | Лечослав Латос-Гражинский | Варшавский университет                                              | за изучение порфиринов и металпорфиринов со специфическими молекулярными и электронными структурами                                                                    |
| 2000 | Богумил Езёрский          | Варшавский университет                                              | за разработку новых формул точных квантовых вычислений межатомных и межмолекулярных взаимодействий                                                                     |
| 2001 | Людомир Невельский        | Вроцлавский университет                                             | за работу в области математической логики, которая является прорывом в теории моделей и алгебре                                                                        |
| 2002 | Анджей Удальский          | Варшавский университет                                              | за его работу по пересмотру шкалы расстояний Вселенной и обнаружение многих планетарных спутников с низкой светимостью для звезд солнечного типа                       |
| 2003 | Марек Пфуцнер             | Варшавский университет                                              | за экспериментальное подтверждение нового типа радиоактивности — двухпротонного распада                                                                                |
| 2004 | Войцех Стек               | Польская академия наук                                              | за получение новых биологически активных соединений с высоким потенциалом лечения, используя собственный инновационный метод анализа синтеза аналогов тиофосфатной ДНК |
| 2006 | Томаш Диетль              | Институт физики, Польская академия наук                             | за разработку теории разбавленного ферромагнетического полупроводника, а также за демонстрацию новых методов контроля намагниченности                                  |
| 2007 | Анджей Соболевский        | Польская академия наук                                              | за объяснение фотостабильности биологического вещества путем открытия нового механизма безъядерной дезактивации электронно-возбужденных состояний ДНК и белка          |
| 2008 | Рышард Городецкий         | Гданьский университет                                               | за вклад в создание основ технологии квантовой информации и разработку основ квантовой физики                                                                          |
| 2009 | Юзеф Барнаш               | Университет имени Адама Мицкевича в Познани, Польская академия наук | за развитие теоретических основ работы спинтроники, в частности объяснение явления гигантского магнетосопротивления                                                    |
| 2010 | Тадеуш Криговский         | Варшавский университет                                              | за создание метода для количественной оценки ароматичности органических соединений                                                                                     |
| 2011 | Мацей Левенштейн          | Институт фотонных наук                                              | за достижения в области квантовой оптики и физики сверхвысоких холодных газов                                                                                          |
| 2012 | Мацей Войтковский         | Университет Николая Коперника                                       | за разработку и внедрение оптической когерентности томографии Фурье-домен в клиническую офтальмологию                                                                  |
| 2013 | Марек Жуковский           | Гданьский университет                                               | за исследования многофотонных запутанных состояний, что привело к формулированию информационной причинности как принципа физики                                        |
| 2014 | Иво Бялыницкий-Бируля     | Польская академия наук                                              | за фундаментальное исследование электромагнитного поля, которое привело к разработке принципа неопределенности для фотонов                                             |
| 2015 | Казимеж Жонжевский        | Центр теоретической физики, Польская академия наук                  | за обнаружение явления магнитострикции в ультрахолодных газах с дипольными силами                                                                                      |
| 2016 | Юзеф Спалек               | Институт физики, Ягеллонский университет                            | за исследования сильно коррелированных электронных систем, в частности, вывод модели T-J                                                                               |
| 2017 | Анджей Траутман           | Варшавский университет                                              | за теоретическую демонстрацию реальности гравитационной волны |
| 2018 | Кшиштоф Пачуцки           | Варшавский университет                                              | за точный квантово-электродинамический расчет спектроскопических параметров легких атомов и молекул                                                                    |

### Гуманитарные науки
За достижения в гуманитарных науках:
| Год  | Лауреат                | Учреждение                                                             | Обоснование |
| ---- | ---------------------- | ---------------------------------------------------------------------- | --- |
| 1992 | Марьян Бискуп          | Польская академия наук                                                 | за историческое исследование «Прусская война, или Польская борьба с Тевтонским орденом 1519—1521» |
| 1994 | Роман Афтанази         | Национальный институт Оссолинского                                     | за одиннадцатитомную работу под коллективным названием «Materiały do dziejów rezydencji» («Материалы для истории резиденций») |
| 1995 | Тереза Михаловская     | Польская академия наук                                                 | за фундаментальную работу «Средневековье», представляющую польские и латинские тексты первой половины второго тысячелетия и их роль в польской культуре в новой перспективе |
| 1996 | Ежи Гадомский          | Ягеллонский университет                                                | за трехтомное произведение «Готические табличные картины Малопольского региона» |
| 1997 | Анджей Пачковский      | Польская Академия наук                                                 | за работу «Pół wieku dziejów Polski 1939—1989» («Полвека польской истории 1939—1989») |
| 1998 | Януш Сондель           | Ягеллонский университет                                                | за «Латинско-польский словарь для юристов и историков», который представляет значительный вклад в знания о латинских источниках польской культуры |
| 1999 | Мечислав Томашевский   | Музыкальная академия в Кракове                                         | за его работу «Шопен. Человек, работа, резонанс», инновационный синтез знаний о великом композиторе |
| 2000 | Ян Стрелау             | Варшавский университет                                                 | за его инновационную регулятивную теорию темперамента, и, в частности, за его работу «Temperament: A Psychological Perspective» (1998) |
| 2001 | Стефан Свежавский      | Люблинский католический университет имени Иоанна Павла II              | за работу «История европейской классической философии» |
| 2002 | Лех Лециевич           | Вроцлавский университет, Польская академия наук                        | за работу «Новая форма мира: рождение средневековой европейской цивилизации» |
| 2003 | Ежи Шацкий             | Варшавский университет                                                 | за фундаментальную работу «Historia myśli socjologicznej» (2002), комплексное и инновационное диахроническое представление различных взглядов и восприятия социальных явлений |
| 2004 | Ядвига Станишкис       | Варшавский университет                                                 | за исследования, направленные на разработку теоретической основы и толкования текущего процесса трансформации в Польше и других местах мира, представленные в её книгах «Postkomunizm» («Посткоммунизм», 2001) и «Władza globalizacji» («Сила глобализации», 2003)                                 |
| 2005 | Кароль Мысливец        | Польская академия наук                                                 | за открытие гробницы визиря Мерефнебефа в некрополе Саккара (Египет), задокументированное монографией «Гробница Мерефнебефа» (2004) |
| 2006 | Пётр Штомпка           | Ягеллонский университет                                                | за оригинальный обзор идей современной социологии, который позволяет лучше понять детерминанты и динамику сложных изменений в современных обществах, задокументированный в таких книгах, как «Социология», «Анализ социальных исследований», «Анализ общества» и «Социология социальных изменений» |
| 2007 | Кароль Модзелевский    | Варшавский университет                                                 | за исследование возникновения европейской идентичности, раскрывающее важность дохристианской и мультикультурной традиции современной концепции Европы, представленное в его работе «Barbarzyńska Europa» («Варварская Европа»)                                                                     |
| 2008 | Станислав Моссаковский | Польская академия наук                                                 | за всеобъемлющую междисциплинарную монографию о часовне Сигизмунда Вавельского собора |
| 2009 | Ежи Стрельчик          | Университет Адама Мицкевича                                            | за диссертацию «Перо в слабых руках», которая по-новому рассматривает вклад, внесенный женщинами в развитие европейской цивилизации с античности до первого тысячелетия н. э. |
| 2010 | Анна Вержбицкая        | Австралийский национальный университет                                 | за разработку теории естественного семантического метаязыка и открытие набора элементарных значений, общих для всех языков |
| 2011 | Томаш Джаро            | Варшавский университет                                                 | за междисциплинарный анализ категории «правда» в правовых доктринах от античности до современности — открытие новых перспектив для понимания права как одной из основ европейской цивилизации |
| 2012 | Ева Випшицкая          | Варшавский университет                                                 | за широкомасштабную реконструкцию функционирования монастырских общин в позднеантичном Египте |
| 2013 | Ян Воленский           | Ягеллонский университет                                                | за всесторонний анализ работы Львовско-варшавской школы и за размещение её исследований в международном дискурсе современной философии |
| 2014 | Лех Щуцкий             | Польская академия наук                                                 | за объяснение культурных связей Центральной и Западной Европы в монументальном издании переписки Анджея Дудича, мыслителя 16-го века, религиозного реформатора и дипломата |
| 2015 | Ежи Едлицкий           | Институт истории, Польская Академия наук                               | за фундаментальные исследования феномена интеллигенции как социального слоя и его роли в процессах модернизации в Центральной и Восточной Европе |
| 2016 | Богдан Войцишке        | Университет социальной психологии и гуманитарных наук                  | за разработку модели агентства и сообщества в качестве основных измерений социального познания |
| 2017 | Кшиштоф Помян          | Национальный центр научных исследований; Университет Николая Коперника | за новаторские исследования истории коллекционирования и влияния науки и искусства на развитие европейской культуры |
| 2018 | Тимоти Снайдер         | Йельский университет                                                   | за анализ политических и социальных механизмов, которые привели к национальным конфликтам и геноциду в Центральной Европе в XX веке |